# Franz Ocskay von Ocskö
Franz Ocskay von Ocskö (* 1775; † 6. August 1851) war ein ungarischer Entomologe.

## Leben
Freiherr Franz L. B. Ocskay wurde als Sohn des Generalmajors Joseph Ocskay von Ocskö (* 1740 in Ocska; † 1805 in Dubova (Banat)) geboren. Er lebte in Ödenburg (heute Sopron) und ist unter anderem bekannt für die Beschreibung neuer Insektenarten, zum Beispiel der Kleinen Goldschrecke.

## Mitgliedschaften
Franz Ocskay von Ocskö wurde im Jahr 1830 in die Deutsche Akademie der Naturforscher Leopoldina aufgenommen. Als 1838 La Société Cuvierienne gegründet wird, war er eines der 140 Gründungsmitglieder der Gesellschaft.

## Schriften
- 1826: Gryllorum Hungariae indigenorum species aliquot. Acta Acad. Leopold. Carol. (Halle) 13(1): 407–410.
- 1832: Orthoptera nova. Acta Acad. Leopold. Carol. (Halle) 16(2): 959–962.
- 1844: Über den Standort seltener Insecten. Amtl. Bericht Naturf. Ges. Gräz 4: 181.
- 1850: Toussaint von Charpentier's letzte Insektenabbildung.  Acta Acad. Leopold. Carol. (Halle) 20(2): 6 Seiten (mit Johann Ludwig Christian Carl Gravenhorst und Christian Gottfried Daniel Nees von Esenbeck).